# ملعب كانديلستيك بارك
ملعب كانديلستيك بارك كان يقع في مدينة سان فرانسيسكو، كاليفورنيا. بني أصلاً على خطة ملعب لفريق دوري البيسبول المسمى سان فرانسيسكو جاينتس، الذي لعب هناك في الفترة من 1960 حتى الانتقال إلى ملعب الفريق الجديد عام 2000. وقد كان في ملعب فريق سان فرانسيسكو 49 المنافس في دوري كرة القدم الأمريكية، الذي انتقل للعب في هذا الملعب لموسم 1971 وانتقل الفريق بعد موسم 2013 إلى ملعبه الجديد سانتا كارلا.
تم إغلاق الملعب في عام 2014 وهدمه في العام التالي.

## صور من الملعب

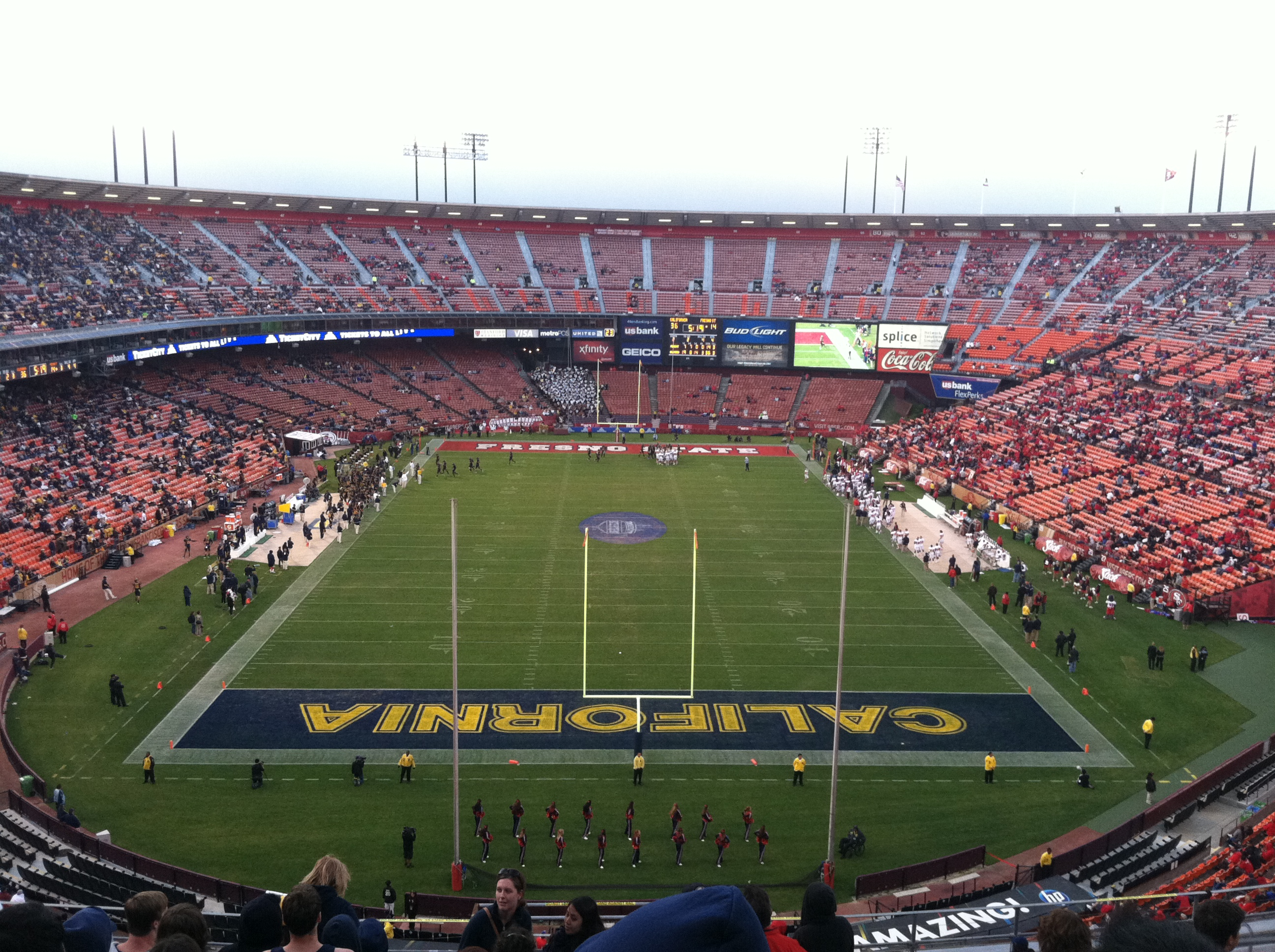
صورة للملعب خلال مباراة بدوري الجامعات الأمريكية بمسابقة كرة القدم الأمريكية.
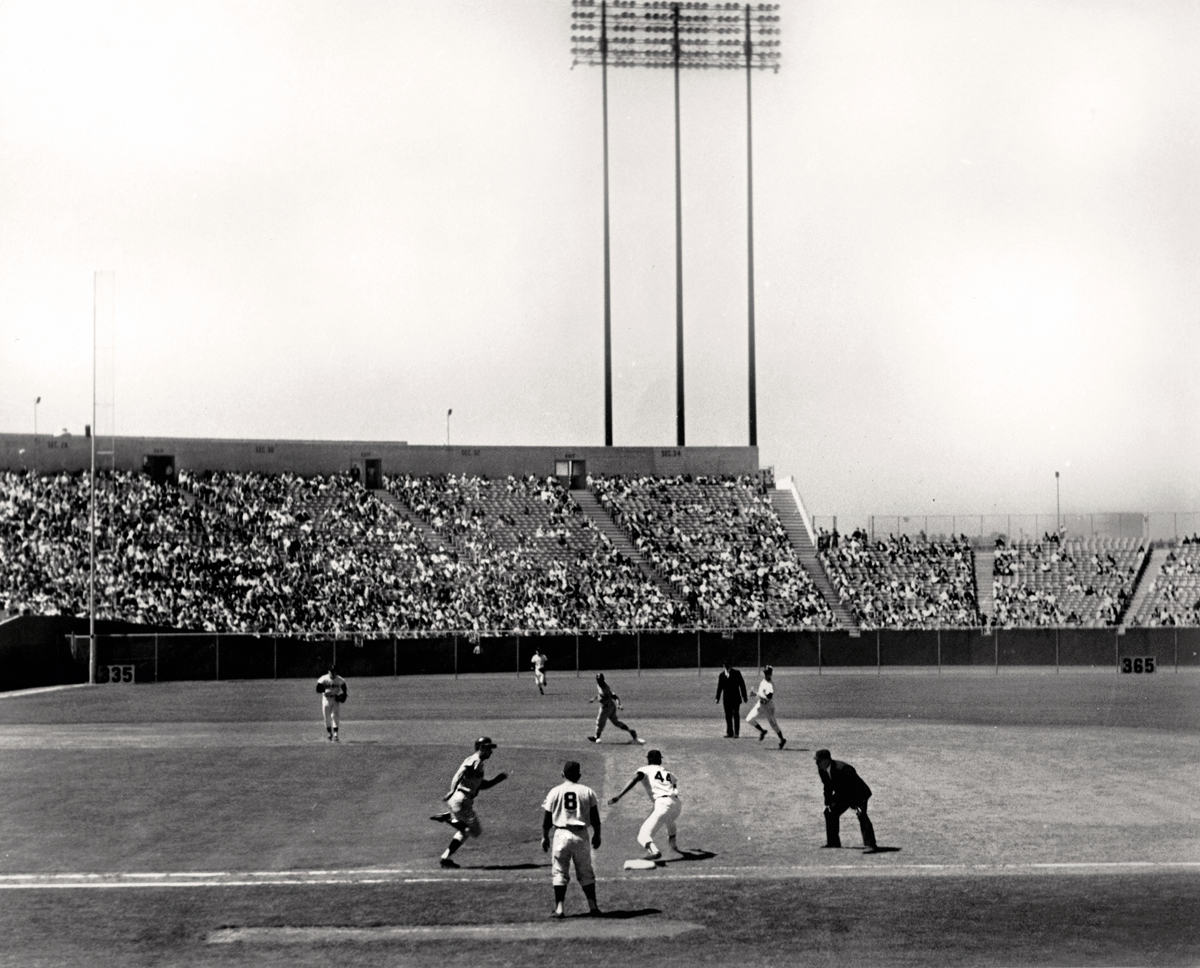
صورة للملعب خلال مباراة لالبيسبول سنة 1965.
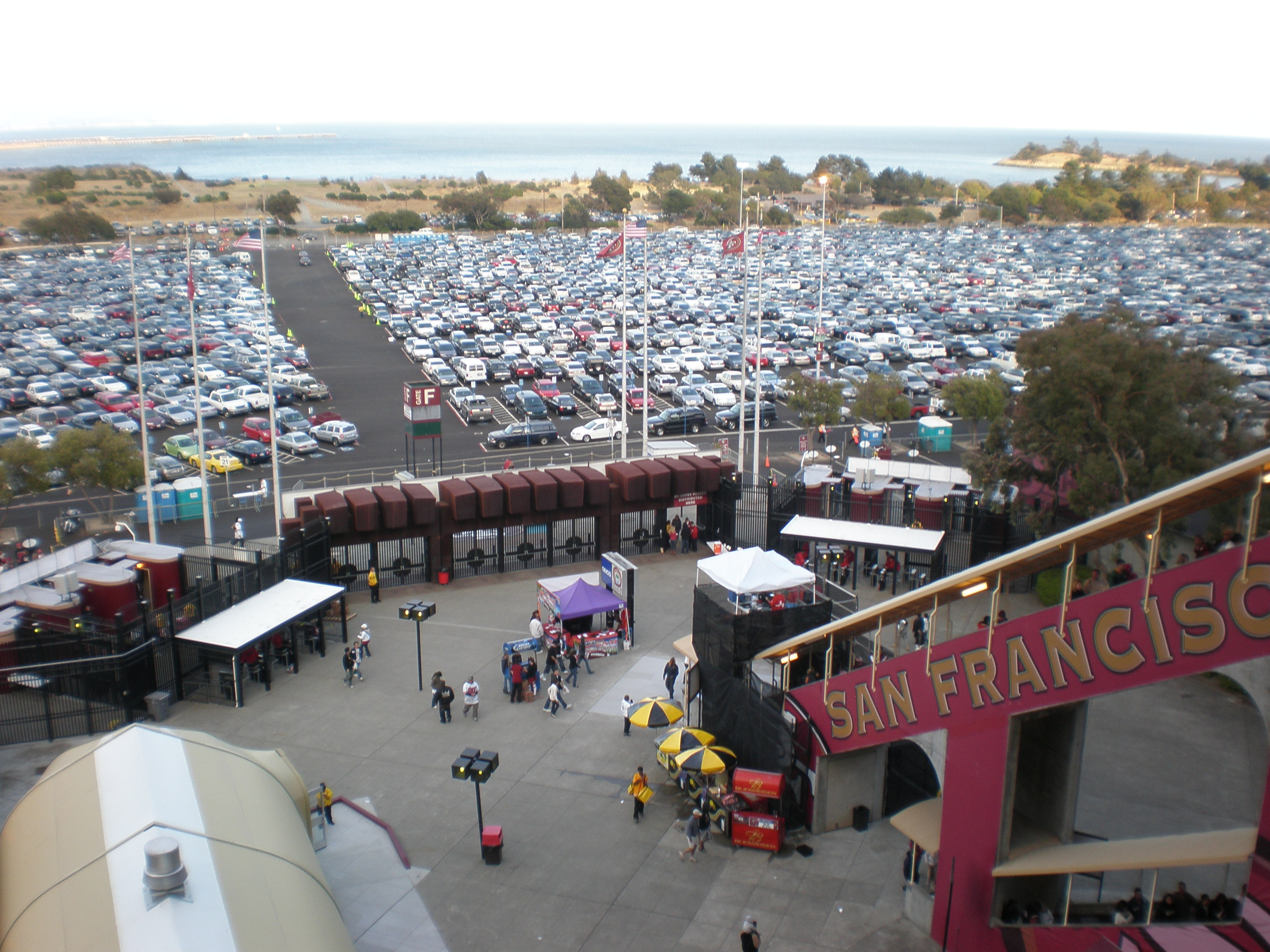
صورة لمواقف السيارات خارج الملعب ويظهر شاطئ المحيط الهادئ المقابل للملعب.